# Piteå domsaga
Piteå domsaga var en domsaga i Norrbottens län. Den bildades den 1 januari 1877 (enligt beslut den 26 maj 1876) genom delningen av Norrbottens södra domsaga och upplöstes den 1 januari 1971 i samband med tingsrättsreformen i Sverige. Domsagan överfördes då till Piteå tingsrätt.
Domsagan lydde först under Svea hovrätt, men överfördes till domkretsen för hovrätten för Övre Norrland när denna bildades 1936.

## Tingslag
Som mest låg fyra tingslag under domsagan men detta antal minskades i etapper. 1892 bildades Älvsby tingslag som en utbrytning ur Piteå tingslag, men dessa återförenades igen 1928 som Piteå och Älvsby tingslag. Den 1 januari 1942 (enligt beslut den 24 oktober 1941) bildades Arvidsjaurs och Arjeplogs tingslag genom en sammanslagning av Arvidsjaur och Arjeplogs tingslag. När domsagan upphörde 1971 löd under den således bara två tingslag.
Från Västerbottens norra domsaga den 1 januari 1877:
- Arjeplogs tingslag; till 1942
  - Arjeplogs landskommun
- Arvidsjaurs tingslag; till 1942
  - Arvidsjaurs landskommun
- Arvidsjaurs och Arjeplogs tingslag; från 1942
  - Arjeplogs landskommun, Arvidsjaurs landskommun

Från Norrbottens södra domsaga den 1 januari 1877:
- Piteå tingslag; till 1928
  - Hortlax landskommun (utbrutet ur Piteå landskommun 1918), Norrfjärdens landskommun (utbrutet ur Piteå landskommun 1916), Piteå landskommun, Älvsby landskommun (till 1892)
- Älvsby tingslag; från 1892 (utbrutet ur Piteå tingslag) till 1928
  - Älvsby landskommun
- Piteå och Älvsby tingslag; från 1928
  - Hortlax landskommun, Norrfjärdens landskommun, Piteå landskommun, Piteå stad (från den 1 januari 1943, enligt beslut den 30 juni 1942, då Piteå rådhusrätt upphörde)[2], Älvsby landskommun, Älvsbyns köping (utbruten ur Älvsby landskommun 1948)

## Häradshövdingar
- 1877–1899 Herman Julius Kramer
- 1900–1912 Knut Frans Oskar Ekbom
- 1912–1920 Otto Daniel Krook
- 1921–1936 Harry Oscar Eugène Åberg
- 1936–1949 Lars Olof Tillner
- 1950–1959 Erik Wilhelm Spens
- 1960–1970 Per-Axel Hansén

## Valkrets för val till andra kammaren
Mellan andrakammarvalen 1878 och 1908 utgjorde Piteå domsaga en valkrets: Piteå domsagas valkrets. Valkretsen avskaffades vid införandet av proportionellt valsystem inför valet 1911 och uppgick då i Norrbottens läns södra valkrets.